# Georg Franz August von Buquoy
Georg Franz August de Longueval, friherre von Vaux, greve von Buquoy, född den 7 september 1781 i Bryssel, död den 19 april 1851 i Prag, var en österrikisk vetenskapsman, ättling till Charles-Bonaventure de Longueval de Bucquoy.
von Buquoy hade på ett av sina gods ett storartat glasbruk, varifrån vackra tillverkningar av kristall och brokigt glas utgick. Bland hans skrifter kan nämnas Analytische Bestimmung des Gesetzes der virtuellen Geschwindigkeiten (1812), Die Fundamentalgesetze zu den Erscheinungen der Wärme o. s. v. (1819) och Skizzen zu einem Gesetzbuch der Natur (1826).